# La Canalissa
La Canalisa és un indret del terme municipal de la Pobla de Segur, al Pallars Jussà.
Està situat a la part nord-est del terme municipal, al nord de l'antic poble de Gramuntill i al sud i als peus dels Rocs de Queralt.
Es tracta d'un indret de la muntanya a partir del qual davallen cap al sud dues canals enmig de la cinglera, per on devia passar el corriol que unia la Masia de Queralt amb Gramuntill. Ha donat nom a tot el sector del voltant.